# 巴塞特 (加利福尼亞州)
巴塞特（英語：Bassett）是位於美國加利福尼亞州洛杉磯縣的一個非建制地區。該地的面積和人口皆未知。

## 地理
巴塞特的座標為34°02′59″N 117°59′49″W / 34.04972°N 117.99694°W，而該地的平均海拔高度為90米（即295英尺）。